# Paracolax tristalis
Paracolax tristalis là một loài bướm đêm thuộc họ Noctuoidea. Nó được tìm thấy ở miền Cổ bắc.
Sải cánh dài 28–35 mm. Con trưởng thành bay từ tháng 6 đến tháng 8 tùy theo địa điểm.
Ấu trùng ăn nhiều loại cây bụi và cây rụng lá mùa đông.

## Hình ảnh

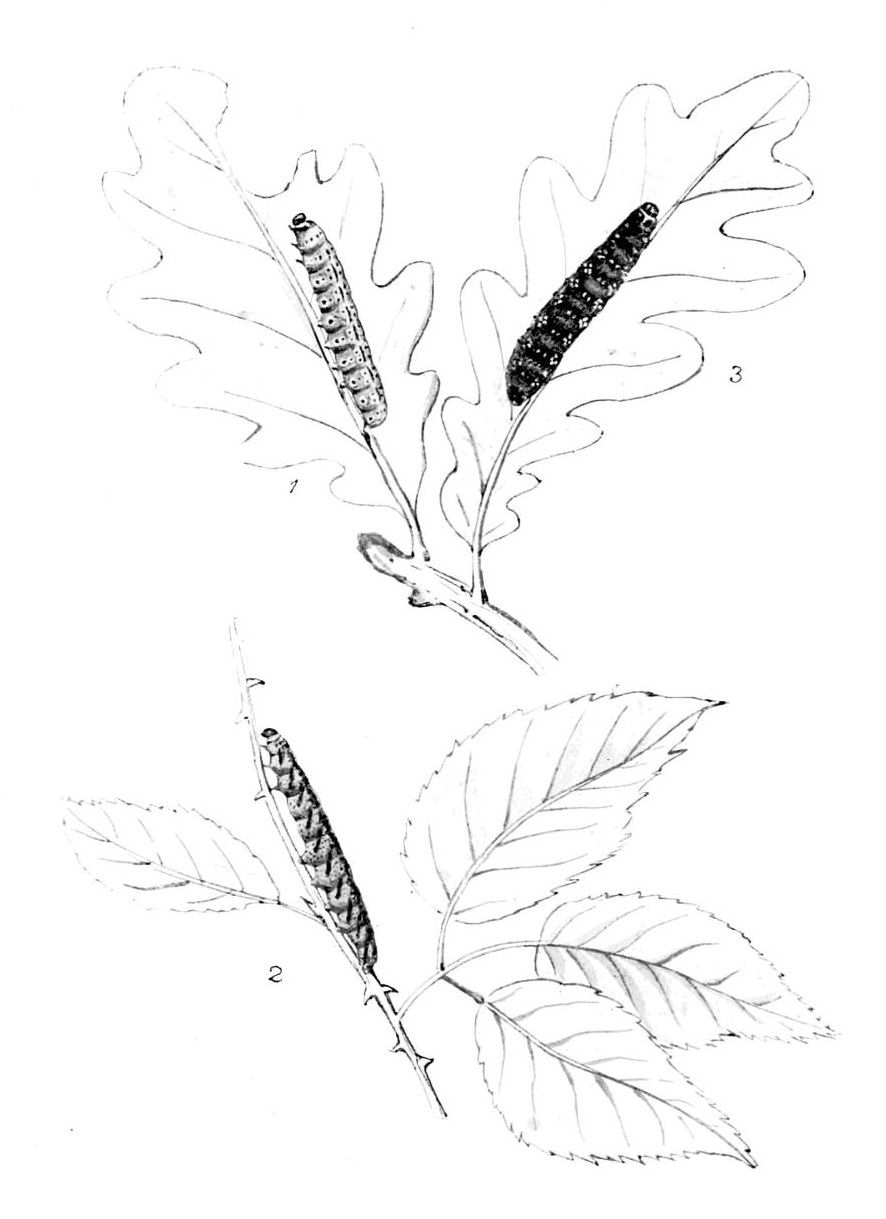
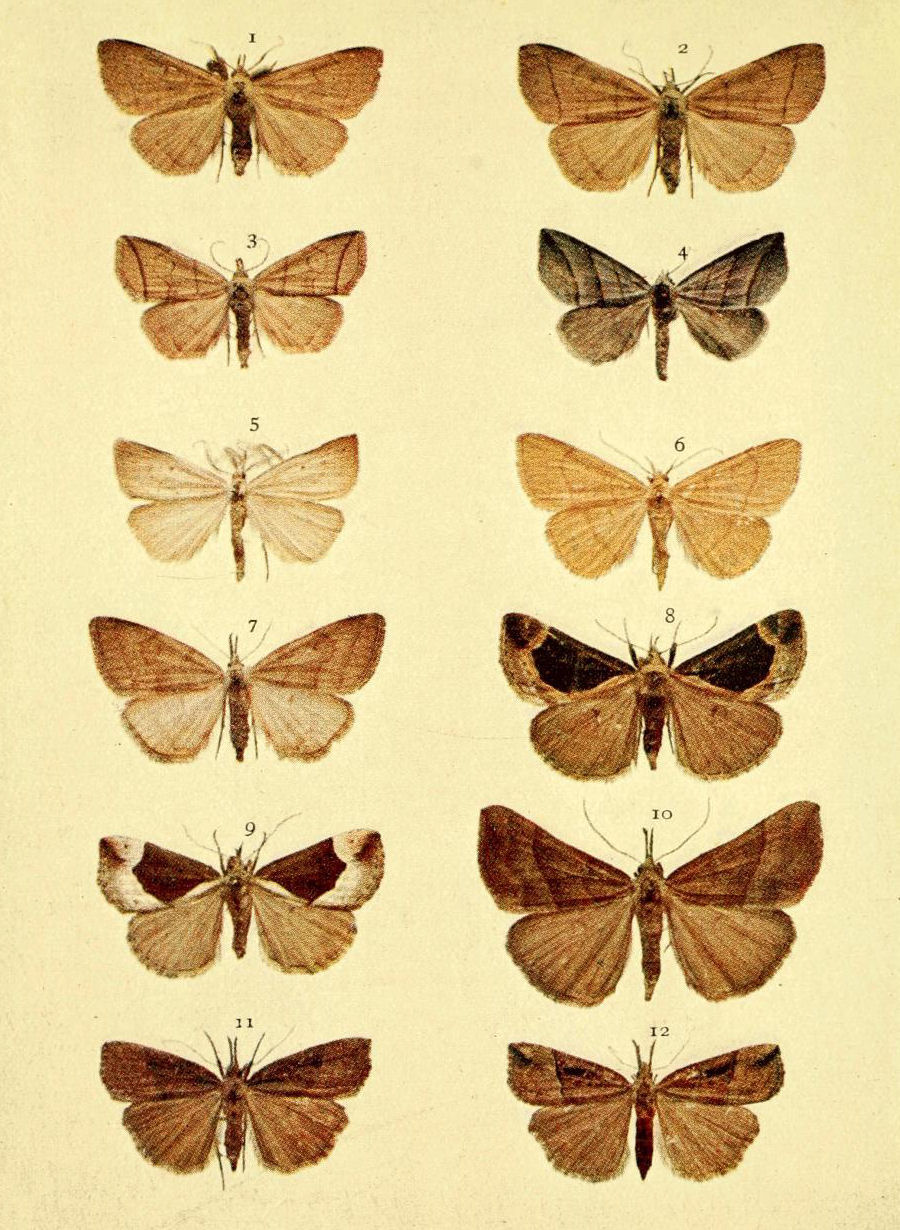
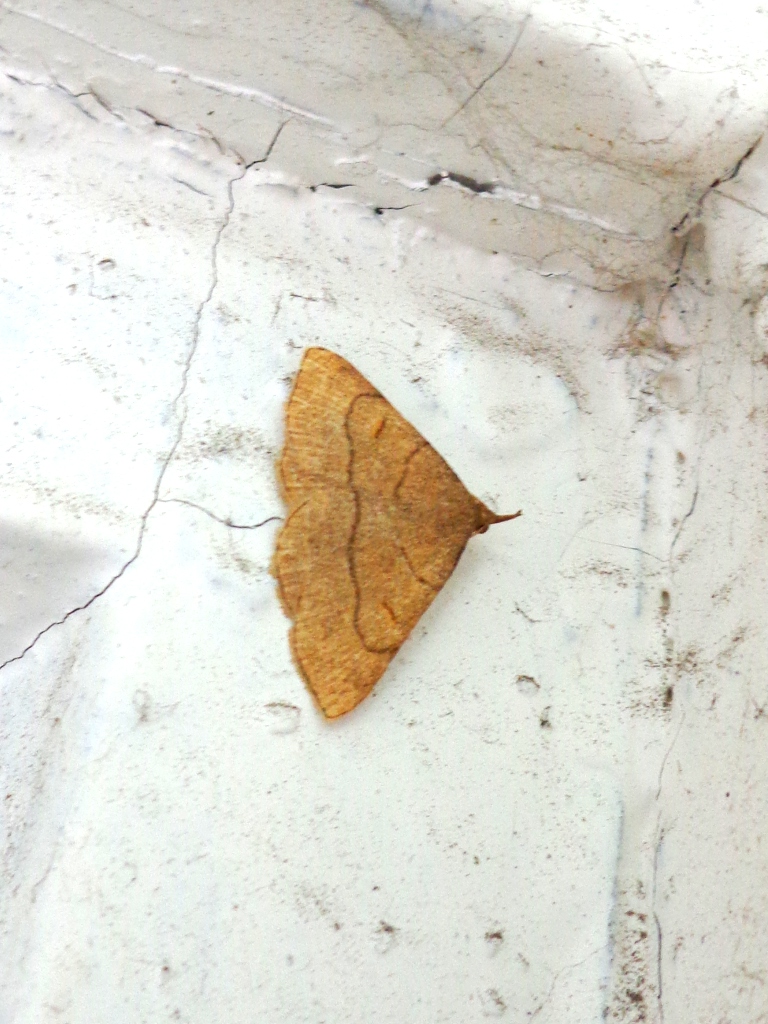